# Arcos de la Cantera
Arcos de la Cantera es una localidad del municipio conquense de Chillarón de Cuenca, en la comunidad autónoma de Castilla-La Mancha (España). 

## Localidades limítrofes
Confina con las siguientes localidades:
- Al norte con Tondos.
- Al sur con Chillarón de Cuenca.
- Al oeste con Navalón.
- Al noroeste con Fuentesclaras de Chillarón y Noheda.

## Demografía
| Gráfica de evolución demográfica de Arcos de la Cantera entre 1842 y 1960 |
| |
| Población de derecho según los censos de población del INE Población de hecho según los censos de población del INEEn este censo se denominaba Arcos de la Cantería: 1842 Entre el censo de 1970 y el anterior, este municipio desaparece porque se integra en el municipio Archilla de Cuenca |

Evolución de la población
| Gráfica de evolución demográfica de Arcos de la Cantera entre 2000 y 2017 |
|                                                                           |
| Población de derecho (2000-2017) según el padrón municipal del INE        |

## Historia
Así se describe a Arcos de la Cantera en el tomo II del Diccionario geográfico-estadístico-histórico de España y sus posesiones de Ultramar, obra impulsada por Pascual Madoz a mediados del siglo XIX:

Lugar con ayuntamiento en la provincia, partido judicial, administración de rentas y diócesis de Cuenca (2 leguas), audiencia territorial de Albacete (20), y capitanía general de Madrid (24); Situado en un llano, bien ventilado y sano; siendo más propenso a dolores de costado que a otras enfermedades. Tiene 78 casas, la mayor parte de 6 varas de altura y mala distribución interior, formando una plaza y varias calles que, aunque cómodas, son bastante sucias en el invierno por el lodo que ocasiona la falta de empedrado; 2 pósitos, el nacional con 441 fanegas de trigo, y el pío; casa consistorial, cárcel, iglesia parroquial de primer ascenso, a la que está agregado el anejo de Tondos, dedicada aquella a San Pedro Apóstol, y servida por 1 cura y 1 sacristán, como lo está el anejo por 1 teniente; cementerio, extramuros, bien ventilado; y 1 fuente pública, abundante y de buenas aguas, con un pilar. El término confina por N con el expresado anejo; E con Embid; S con Chillarón de Cuenca, y O con Navalón; el terreno es llano por lo regular y de secano, una parte pedregoso, y lo demás de bastante miga; está dividido en 54 suertes de segunda, tercera y cuarta clase, que componen 5.050 fanegas de tierra, poco más o menos; hay 2 dehesas para leña y pastos, y 3 prados de bastante anchura y humedad. A distancia de ¼ legua pasan en dirección al S dos ríos llamados Noeda y Fuentes-Claras, y se incorporan al Júcar en Albaladejito; no abundan en ninguna clase de pesca, y aunque de poco caudal de agua, dan impulso a 1 molino harinero. Por el término pasa la carretera que se dirige a toda la Alcarria con el nombre de camino real de Torralba y Fuentes- Claras; la correspondencia se recibe de la capital de provincia. Producciones: trigo, cebada, centeno, avena, guijas y patatas; no bastan para el consumo del pueblo, que cría también ganado lanar principalmente, cabrío y de cerda. Población: 60 vecinos, 239 habitantes, dedicados a la agricultura y ganadería; existe 1 telar de lienzos ordinarios; los efectos que faltan en el pueblo se compran a los forasteros a dinero o a cambio de granos. Capital productivo: 709.480 reales. Imponible: 35.474. Importan los consumos: 2.241 reales 1 maravedí. El presupuesto municipal asciende a 1.700 reales, y se cubre con los fondos de propios, que consisten en 1 horno de poya que renta 200 reales; 1 dehesa, 1.000; 1 canon 580; los puestos públicos 820, y lo que reditúan 800 a 1.000 fanegas de tierras realengas. En 1804 y 1805 sufrió este pueblo una enfermedad, que de los 200 vecinos que contaba, solo dejó 30, y estos en mal estado.
Diccionario geográfico-estadístico-histórico de España y sus posesiones de Ultramar

## Patrimonio
En la localidad hay una iglesia dedicada a san Pedro Apóstol.